# Христо Атанасов (Пасинки)
Вижте пояснителната страница за други личности с името Христо Атанасов.
Христо Атанасов е български революционер, дебърски районен войвода на Вътрешната македоно-одринска революционна организация.

## Биография
Атанасов роден в дебърското село Пасинки, днес в Албания. Завършва шестия випуск на педагогическия курс към Солунската българска мъжка гимназия през 1894 година. По време на Илинденско-Преображенското въстание е член на революционния комитет в Дебър. След окупацията на Дебърско от Сърбия в Балканската война участва в Охридско-Дебърското въстание през септември 1913 година. Заедно със Сефедин Пустина, Иван Бойчев и други организират района на Дебърско. Влиза в градската управа на Дебър с тях след като на 9 септември 1913 година четите го освобождават.
След потушаването на въстанието се изтегля в Албания.
През Първата световна война е околийски началник в заетия от българската армия Дебър. През 1917 година подписва Мемоара на българи от Македония от 27 декември 1917 година.